# Resolution Rupes
La Resolution Rupes è una struttura geologica della superficie di Mercurio.